# Sari-Solenzara
Sari-Solenzara (korziško Sari è Sulinzara) je naselje in občina v francoskem departmaju Corse-du-Sud regije - otoka Korzika. Leta 1999 je naselje imelo 1.102 prebivalca.

## Geografija
Kraj leži v jugovzhodnem delu otoka Korzike 46 km severno od Porto-Vecchia.

## Uprava
Občina Sari-Solenzara skupaj s sosednjimi občinami Conca, Lecci in Porto-Vecchio sestavlja kanton Porto-Vecchio s sedežem v istoimenskem kraju. Kanton je sestavni del okrožja Sartène.

## Zanimivosti
- 2. januarja 1962 je bila na ozemlju občine registrirana najvišja temperatura v Franciji za to obdobje 25,5 °C.
- via ferrata Buccarona.

1. ↑  »Populations légales 2016«. Nacionalni inštitut za statistične in gospodarske raziskave. Pridobljeno 25. aprila 2019.